# 魏妙如
魏妙如（Ruth Kueo；1990年8月30日—），新加坡創作女歌手。

## 演藝生涯
新加坡創作型歌手，前海蝶音樂旗下非常歌手訓練班出身的藝人。 目前為天賦音樂創作型歌手/詞曲創作者

## 演藝生涯經歷
- 2009 代表新加坡參加江蘇衛視名師高徒PK[2]
- 2009 參與超級星光大道新加坡 PK 賽晉級前20強
- 2012 華人超級星光大道初選
- 2013 PK台灣超級偶像前8強
- 2014 跨海到台湾參加金牌麥克風和Super Star 我要當歌手兩檔選秀節目
- 2014 中國好聲音新加坡招募站脫穎而出晉級前5強
- 2016 新加坡香米暢銷品牌皇族安培那香米的邀請，創作演唱广告歌《幸福可以很簡單》，成為代言人
- 2017 獲新加坡文化部輔助發行首張全創作專輯「偉大的旅行」
- 2017 全球中文流行音樂金榜的8大新加坡歌手[3]
- 2018 發行單曲【奇奇怪怪】台湾偶像劇 1006的房客的插曲
- 2018 新加玻的第一屆呼叫好音樂音樂祭表演同台藝人包括柯智棠、魏如萱
- 2018 與電音DJ - USAGii 合作 發行電音單曲 《Be You》台灣動漫劇《芽》片尾曲
- 2019 發行第二張創作EP《如果搬到你的城市裡》
- 2019 EP歌曲《天天想你一遍》台灣實況劇《同居時代Co-living》片頭曲
- 2019《如果搬到你的城市裡》公館河岸留言台灣音樂會 [4][5][6]
- 2019《如果搬到你的城市裡》新加玻濱海藝術中心新加坡售票音樂會250人售完[7]
- 2020《時間教會我們的事》法國電影 巴黎寂寞不打烊中文宣傳曲發行
- 2020《克拉夫拉的寂寞》EP發行6月15日 台北記者會[8]
- 2021『彰化旅行＋』觀光領路代言人
- 2022台灣那麼旺節目中以91.1破紀錄的高分衛冕20關成為台灣那麼旺第二位百萬關主
- 2022 與 GEMMI協手舉辦《還是要自在》河岸留言音樂會
- 2022 好萊塢傳媒音樂大獎 HMMA AWARDS 最佳手遊歌曲創作人 EVE ECHOES - Beyond The Sky
- 2022『大口吃萬華美食祭』形象大使
- 2022 台南將軍吼 演出歌手
- 2022 台中市政府 新住民中秋活動 演唱歌手
- 2022 故宮國寶遊彰化2.0主題曲 演唱人
- 2023 與LION STUDIOS SINGAPORE 協辦魏妙如《安逸之所》新加坡演唱會
- 2023 發行第二張全創作專輯《同溫》

## 個人專輯及單曲記錄
- 2013 EP《我跟你。 說》[9]，主打歌『等待』同時 也成為當地新加坡 UFM 100.3 臺歌
- 2017 首張全創作專輯《偉大的旅行》[9]，登上全球流行音樂金榜[10] 專輯中《當我們不在一起》，《假假》2018台灣偶像劇 1006的房客 的插曲[11]
- 2019 第二張EP《如果搬到你的城市裡》[12]《天天想你一遍》台灣實況劇《同居時代Co-living》 片頭曲
- 2020《時間教會我們的事》法國電影 巴黎寂寞不打烊 中文宣傳曲 發行
- 2020《克拉夫拉的寂寞》第三張 EP 發行 (6月15日 台北記者會) [8]
- 2021《練習等待》單曲 發行
- 2021《夢想的台北》單曲 發行
- 2021《等你回來》「彰化旅行+推廣曲」發行
- 2022《自在》單曲 發行
- 2022《本能》單曲 發行
- 2023《最好的我》ft. OHMYMEITING 單曲 發行
- 2023 《同溫》第二張全創作專輯

## 綜藝節目

### 電視演出
| 日期          | 電視台     | 節目名稱   | 表演歌曲                                                                                 |
| ------------- | ---------- | ---------- | ---------------------------------------------------------------------------------------- |
| 20140314      | 台視       | 金牌麥克風 | Girl On Fire                                                                             |
| 20140504      | 台視       | 我要當歌手 | 像天堂的懸涯                                                                             |
| 20140627      | 台視       | 我要當歌手 | 十萬毫升淚水                                                                             |
| 20141130      | 台視       | 我要當歌手 | 為你的寂寞唱歌                                                                           |
| 20190910      | 三立電視   | 綜藝大熱門 | 愛了很久的朋友                                                                           |
| 20200115      | 三立電視   | 綜藝大熱門 | 台北某個地方                                                                             |
| 20200421      | 三立電視   | 綜藝大熱門 | 母系社會                                                                                 |
| 20200711      | 三立都會台 | 完全娛樂   | 宣傳EP《克拉夫拉的寂寞》                                                                 |
| 2017-2023     | 八大電視   | 娛樂百分百 | 宣傳EP《克拉夫拉的寂寞》，專輯《偉大的旅行》，專輯《同溫》                               |
| 202009-202201 | 民視       | 台灣那麼旺 | 多首曲目                                                                                 |
| 2022          | 民視       | 綜藝最強秀 | 多首曲目                                                                                 |
| 2019-2024     | 東森       | 全民星攻略 | 宣傳EP 《如果搬到你的城市裡》，單曲 《夢想的台北》，《本能》，《最好的我》，專輯《同溫》 |
| 2022-2023     | 三立       | 型男大主廚 | 宣傳單曲 《本能》, 專輯《同溫》                                                          |